# Ixhuatlán del Sureste
Ixhuatlán del Sureste là một đô thị thuộc bang Veracruz, México. Năm 2005, dân số của đô thị này là 14015 người.